# هانوفر (نیوجرسی)
هانوفر (به انگلیسی: Hanover Township) شهری در ایالت نیوجرسی کشور ایالات متحده آمریکا است که جمعیت آن در سرشماری سال ۲۰۱۰ میلادی، ۱۳٬۷۱۲ نفر بوده‌است.